# WWE 명예의 전당
WWE 명예의 전당(WWE Hall of Fame)은 WWE 주최로 1993년부터 개최된 행사로 레슬매니아 전야 행사로 개최된다.

## 개최지
| 날짜             | 도시 | 장소 | 진행자 | 이벤트          |
| ---------------- | --- | --- | --- | --------------- |
| 1994년 6월 9일   | 볼티모어 | 옴니 이너 하버 인터내셔널 호텔                                                                                              | 빈칸 | 킹 오브 더 링   |
| 1995년 6월 24일  | 필라델피아 | 매리어트 호텔 | 빈칸 | 킹 오브 더 링   |
| 1996년 11월 16일 | 뉴욕 | 매리어트 마퀴스 | 빈칸 | 서바이벌 시리즈 |
| 2004년 3월 13일  | 뉴욕 | 더 힐튼 | 빈칸 | 레슬매니아      |
| 2005년 4월 2일   | 로스엔젤레스 | 유니버설 암피티트리 | 민진 오클런드 | 레슬매니아      |
| 2006년 4월 1일   | 로즈먼트 | 로즈먼트 티트리 | 제리 롤러 | 레슬매니아      |
| 2007년 3월 31일  | 디트로이트 | 폭스 티트리 | 토드 그리샴 | 레슬매니아      |
| 2008년 3월 29일  | 올랜도 | 암웨이 센터 | 민진 오클런드 & 토드 그리샴                                                                                                 | 레슬매니아      |
| 2009년 4월 4일   | 휴스턴 | 도요타 센터 | 토드 그리샴 | 레슬매니아      |
| 2010년 3월 27일  | 피닉스 | 닷지 티트리 | 제리 롤러 | 레슬매니아      |
| 2011년 4월 2일   | 애틀란타 | 필립스 아레나 | 제리 롤러 | 레슬매니아      |
| 2012년 3월 31일  | 마이애미 | 아메리칸 에어라인스 아레나                                                                                                  | 제리 롤러 | 레슬매니아      |
| 2013년 4월 6일   | 뉴욕 | 매디슨 스퀘어 가든 | 제리 롤러 | 레슬매니아      |
| 2014년 4월 5일   | 뉴올리언스 | 스무디킹 센터 | 제리 롤러 | 레슬매니아      |
| 2015년 3월 28일  | 새너제이 | SAP 센터 앳 새너제이 | 제리 롤러 | 레슬매니아      |
| 2016년 4월 2일   | 댈러스 | 아메리칸 에어라인스 센터 | 제리 롤러 | 레슬매니아      |
| 2017년 3월 31일  | 올랜도 | 암웨이 센터 | 제리 롤러 | 레슬매니아      |
| 2018년 4월 6일   | 뉴올리언스 | 메르세데스-벤츠 슈퍼돔 | 제리 롤러 | 레슬매니아      |
| 2019년 4월 5일   | 브루클린 | 바클레이스 센터 | 코리 그레이브스 & 르네 영                                                                                                   | 레슬매니아      |
| 2020년 4월 2일   | 코로나-19 대유행으로 인해 행사가 취소되었고, 2020년 명예의전당 행사는 2021년으로 연기됨. (원래 개최지는 탬파 아말리 아레나) | 코로나-19 대유행으로 인해 행사가 취소되었고, 2020년 명예의전당 행사는 2021년으로 연기됨. (원래 개최지는 탬파 아말리 아레나) | 코로나-19 대유행으로 인해 행사가 취소되었고, 2020년 명예의전당 행사는 2021년으로 연기됨. (원래 개최지는 탬파 아말리 아레나) | 레슬매니아      |
| 2021년 4월 6일   | 세인트피터즈버그 | 트로피카나 필드 | 제리 롤러 & 코리 그레이브스 & 케일러 브랙스턴                                                                               | 레슬매니아      |
| 2022년 4월 1일   | 댈러스 | 아메리칸 에어라인스 센터 | 코리 그레이브스 & 케일러 브랙스턴                                                                                           | 레슬매니아      |
| 2023년 3월 31일  | 로스앤젤레스 | 크립토닷컴 아레나 | 코리 그레이브스 & 케일러 브랙스턴                                                                                           | 레슬매니아      |
| 2024년 4월 5일   | 필라델피아 | 웰스 파고 센터 | 코레이 그레이브스 & 재키 레드먼드                                                                                           | 레슬매니아      |
| 2025년 4월 18일  | 라스베이거스 | 퐁텐블로 라스베이거스 | 마이클 콜 & 팻 맥아피 | 레슬매니아      |

## WWE 명예의 전당 멤버
| 연도   | 헌액자 |
| ------ | --- |
| 1993년 | 앙드레 더 자이언트 |
| 1994년 | 알노드 사카랜드, 고릴라 몬순, 치프 조이 스트롱보, 버디 로져, 제임스 더들리, 프레디 블레쉬, 보보 브라질, 패뷸러스 물라                                                                                                |
| 1995년 | 얼니 레드, 조지 스틸, 더 그랜 위자드, 페드로 모라클, 이반 푸스키, 안토니오 로카 |
| 1996년 | 브론 마이클 시쿨라나, 지미 발리언트, 빈스 맥맨 시니어, 지미 스누카, 조니 로즈, 팻 패터슨, 조니 발리언트, 캡틴 루 알바노, 킬러 코왈스키                                                                               |
| 2004년 | 바비 히난, 돈 무라코, 빅 존 스터드, 슈퍼스타 빌리 그레이엄, 그렉 "해머" 발렌타인, 정크야드 독, 제시 밴츄라, 티토 산타나, 피트 로즈, 서전트 슬로터                                                                    |
| 2005년 | 폴 온돌프, 밥 오튼 주니어, 니콜라이 볼코프, 지미 하트, 헐크 호건, 로디 파이퍼, 더 아이언 쉬크 |
| 2006년 | 브렛 하트, 윌리엄 패리, 토리 아틀라스, 버니 가니에, 에디 게레로, 더 블랙잭스 (멀리건 & 잭 란자), 센세이셔널 쉐리, 진 오클런드                                                                                        |
| 2007년 | 더스티 로즈, 미스터 푸지, 닉 복윙클, 와일드 사모안즈 (시카 & 아파 아노아이), 커트 헤니그, 제리 롤러, 짐 로스, 아이언 쉬크                                                                                            |
| 2008년 | 고든 솔리, 매영, 에디 그레이엄, 락키 존슨, 브리스코 브라더스 (잭 & 제리), " 하이 치프 " 피터 마이비아, 릭 플레어 |
| 2009년 | 빌 왓츠, 본 에릭 패밀리 (마이크 & 데이비드 & 크리스 & 케빈 & 케리 & 프리츠), 펑크 브라더스 (도리 Jr. & 테리), 스톤 콜드 스티브 오스틴, 코코 B. 웨어, 리키 " 더 드래곤 " 스팀보트, 하워드 핑클                        |
| 2010년 | 안토니오 이노키, 웬디 릭터, 밥 유커, "밀리언 달러 맨" 테드 디비아시 시니어, 고저스 조지, 모리스 매드 독" 버숀, 스튜 하트                                                                                             |
| 2011년 | 숀 마이클스, "핵소" 짐 더간, "불릿" 밥 암스트롱, 써니, 드류 캐리, 압둘라 더 부처, 로드 워리어스 (로드 워리어 호크 & 로드 워리어 애니멀 & 폴 엘러링)                                                                  |
| 2012년 | 밀 마스카라스, 에지, 포 호스맨 (릭 플레어 & 배리 윈덤 & 안 앤더슨 & 튤리 블랜차드 & J.J. 딜런), 마이크 타이슨, 요코주나, 론 시몬스                                                                                   |
| 2013년 | 믹 폴리, 밥 백런드, 트리시 스트레터스, 도날드 트럼프, 부커 T, 브루노 삼마티노 |
| 2014년 | 얼티미트 워리어, 제이크 로버츠, 리타, 폴 베어러, 카를로스 콜론, 미스터 T, 레이저 라몬 |
| 2015년 | 랜디 새비지, 아놀드 슈왈제네거, 리키쉬, 부쉬웨커스 (루크 & 부치), 앨런드라 블레이즈, 래리 즈비스코, 후지나미 타츠미, 케빈 내쉬                                                                                       |
| 2016년 | 스팅, 갓파더, 패뷸러스 프리버즈 (마이클 "P.S." 헤이스, 지미 "잼" 가빈, 버디 "잭" 로버츠, 테리 "뱀 뱀"), 빅 보스 맨, 재클린, 스탠 핸슨, 스눕 독                                                                       |
| 2017년 | 커트 앵글, 락 앤롤 익스프레스 (락 & 익스프레스), 테디 롱, 다이아몬드 댈러스 페이지, 베스 피닉스, "래비싱" 릭 루드 |
| 2018년 | 골드버그, 더들리 보이즈 (버버레이 더들리 & 디본 더들리), 아이보리, 제프 제럿, 마크 헨리, 키드 록 |
| 2019년 | D-제너레이션 X (트리플 H & 숀 마이클스 & 차이나 & 로드독 & 빌리 건 & 엑스팍), 홍키 통크 맨, 토리 윌슨, 할렘 히트 (부커 T & 스티비 레이), 브루투스 '더 바버' 비프케익, 더 하트 파운데이션 (브렛 하트 & 짐 나이드하트) |
| 2020년 | 데이브 바티스타, nWo (헐크 호건 & 케빈 내쉬 & 스캇 홀 & 숀 월트먼), 존 레이필드, 브리티시 불독, 쥬신 썬더 라이거, 벨라 트윈스 (니키 벨라 & 브리 벨라), 윌리엄 샤트너                                                 |
| 2021년 | 몰리 할리, 에릭 비숍, 케인, 그레이트칼리, 랍 밴 댐, 오지 오스본 |
| 2022년 | 언더테이커, 베이더, 퀸 샤멜, 더 스타이너 브라더스 (릭 스타이너 & 스콧 스타이너) |
| 2023년 | 레이 미스테리오, 더 그레이트 무타, 앤디 카우프만, 스테이시 키블러 |
| 2024년 | 폴 헤이먼, 불 나카노, 디 U.S 익스프레스 (마이크 로툰다 & 배리 윈덤), 무하마드 알리, 썬더볼트 패터슨, 리아 마이비아                                                                                                   |
| 2025년 | 트리플 H, 미셸 매쿨, 렉스 루거, 더 내처럴 디재스터즈 (어쓰퀘익 & 타이푼) |

## 워리어 어워드 멤버
2015년에 새롭게 신설된 '워리어 어워드'는 2014년 4월에 세상을 떠난 프로레슬러 얼티밋 워리어를 기리며 만든 부문이다. 워리어 어워드는 WWE에서 20년 이상 성실히 근무하고도 충분한 존경을 받지 못하는 회사 내 스태프들을 위한 상이다. 하지만 첫 어워드 멤버가 스태프가 아닌 일반인인 이유에 대해 WWE의 최고 브랜드 관리자(CBO) 스테퍼니 맥마흔은 버즈피드와의 인터뷰에서 "얼티밋 워리어는 이 업계의 아이콘이다. 그의 신념은 자기 자신을 믿으라는 것이었다"며 "그래서 코너 미할렉은 이 상을 받기에 가장 적합하다"고 설명했다.
| 연도   | 헌액자                    |
| ------ | ------------------------- |
| 2015년 | "더 크러셔" 코너 마이컬렉 |
| 2016년 | 조앤 런던                 |
| 2017년 | 에릭 르그랑               |
| 2018년 | 제리우스 "JJ" 로버트슨    |
| 2019년 | 수 애치슨                 |
| 2020년 | 타이터스 오닐             |
| 2021년 | 리치 헤링                 |
| 2022년 | 섀드 개스퍼드             |
| 2023년 | 팀 화이트                 |

## 레거시 인닥디
| 연도   | 헌액자 |
| ------ | --- |
| 2016년 | 밀드레드 버크, 프랭크 곳치, 조지 하켄슈미트, 에드 "스트렌걸" 루이스, 팻 오코너, 루테즈, "세일러" 아트 토마스                               |
| 2017년 | 헤이스탁스 칼훈, 주디 그레이블, 베어캣 라이트, 파머 번스, 리키도잔, 루서 린지, 준 바이어스, 투스 몬스, 닥터 제리 그램                      |
| 2018년 | 스탠 스테이시악, 로드 알프레드 헤이스, 다라 싱, 코라 콤브, 엘 산토, 짐 론도스, 루퍼스 R. 존스, 스푸트니크 먼로, 보리스 말렌코, 히로 마츠다 |
| 2019년 | 브루저 브로디, 와후 맥다니엘, 루나 버숀, S.D. 존스, 프로페서 다나카, 프리모 카네라, 조셉 코헨, 히사시 시마, 버디 로즈,짐 바넷              |
| 2020년 | 레이 스티븐스, 브릭하우스 브라운, "닥터 데스" 스티브 월리암스, 배런 미셸 리온, 게리 하트                                                   |
| 2021년 | 딕 더 브루저, "피스톨" 페즈 와틀리, 버즈 소여, 에델 존슨, 폴 보쉬                                                                          |
| 2025년 | 카말라, 도리 펑크 시니어, 이반 콜로프 |

## 불멸의 순간
| 헌액된 연도 | 경기                                                                        |
| ----------- | --------------------------------------------------------------------------- |
| 2025년      | 레슬매니아 13 브렛 "힛맨" 하트 대 "스톤콜드" 스티브 오스틴 (심판 : 켄 샘락) |

## 같이 보기
- TNA 명예의 전당